# Buenos-Aires-Abkommen

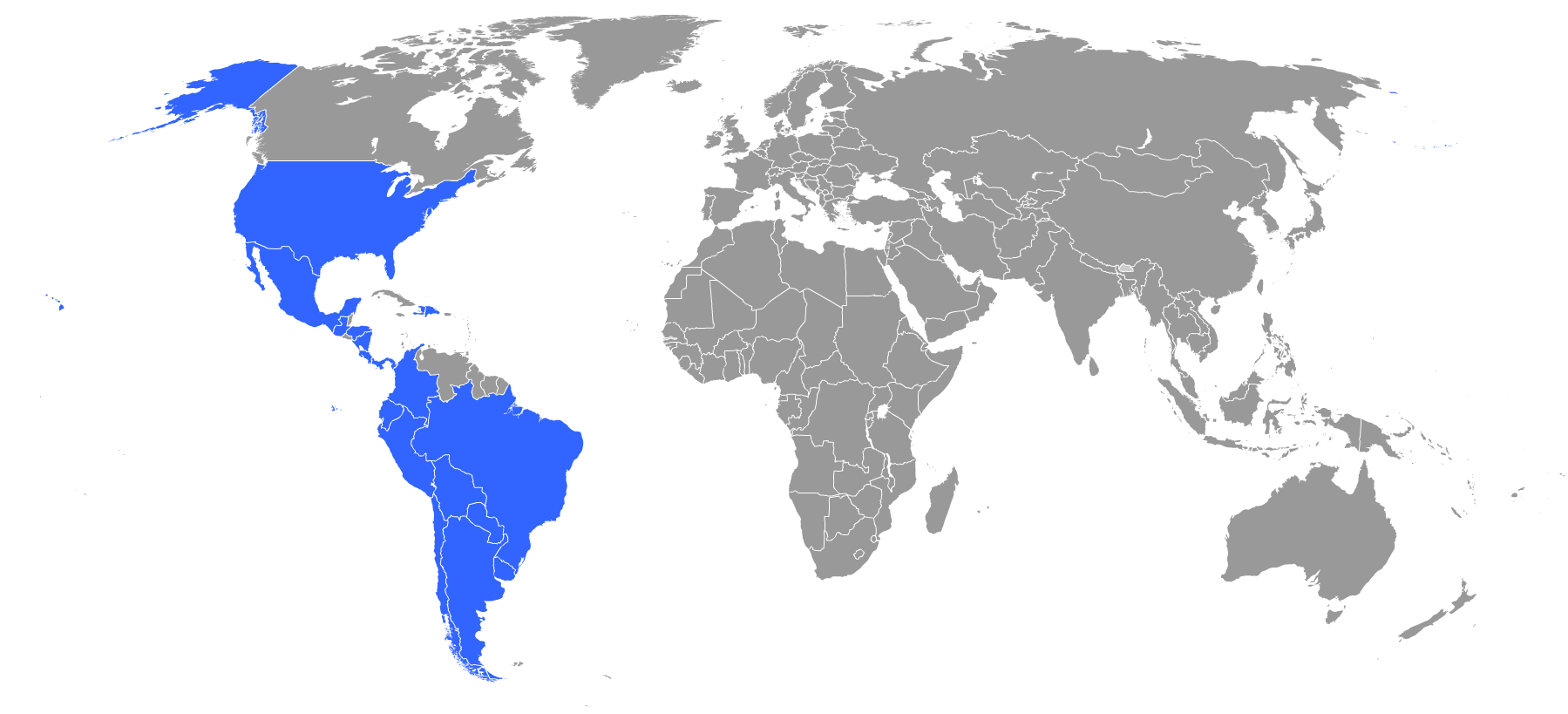
Unterzeichnende Länder des Buenos Aires Abkommens

Das Buenos-Aires-Abkommen ist ein am 11. August 1910 unterzeichneter Vertrag zwischen den USA und 17 lateinamerikanischen Staaten. Die Übereinkunft besagt, dass literarisches und künstlerisches Urheberrecht gegenseitig anerkannt wird, insofern die Werke mit einer Rechtevorbehaltungsabsicht gekennzeichnet wurden (Art. 3).
Zumeist wurde hierzu die Phrase "Alle Rechte vorbehalten" (engl. All rights reserved, span. Todos los derechos reservados) ans Ende einer Publikation gesetzt.
Durch Beitritt aller Länder zur Berner Übereinkunft zum Schutz von Werken der Literatur und Kunst (zuletzt Nicaragua am 23. August 2000) wurde das Buenos-Aires-Abkommen bedeutungslos.

## Beitrittsdaten der beteiligten Staaten zu den Urheberrechtsübereinkommen
| Land                    | Land                    | Buenos-Aires-Abkommen | UCC                | Berner Übereinkunft |
| ----------------------- | ----------------------- | --------------------- | ------------------ | ------------------- |
| Argentinien             | Argentinien             | 19. April 1950        | 13. Februar 1958   | 10. Juni 1967       |
| Bolivien                | Bolivien                | 15. Mai 1914          | 22. März 1990      | 4. November 1993    |
| Brasilien               | Brasilien               | 31. August 1915       | 13. Januar 1960    | 9. Februar 1922     |
| Chile                   | Chile                   | 14. Juni 1914         | 16. September 1955 | 5. Juni 1970        |
| Kolumbien               | Kolumbien               | 23. Dezember 1936     | 18. Juni 1976      | 7. März 1988        |
| Costa Rica              | Costa Rica              | 30. November 1916     | 16. September 1955 | 10. Juni 1978       |
| Dominikanische Republik | Dominikanische Republik | 31. Oktober 1912      | 8. Mai 1983        | 24. Dezember 1997   |
| Ecuador                 | Ecuador                 | 27. April 1914        | 5. Juni 1957       | 9. Oktober 1991     |
| Guatemala               | Guatemala               | 28. März 1913         | 28. Oktober 1964   | 11. Januar 1997     |
| Haiti                   | Haiti                   | 27. November 1919     | 16. September 1955 | 11. Januar 1996     |
| Honduras                | Honduras                | 27. April 1914        | −                  | 25. Januar 1990     |
| Mexiko                  | Mexiko                  | 24. April 1964        | 12. Mai 1957       | 11. Juni 1967       |
| Nicaragua               | Nicaragua               | 15. Dezember 1913     | 16. August 1961    | 23. August 2000     |
| Panama                  | Panama                  | 25. November 1913     | 17. Oktober 1962   | 8. Juni 1996        |
| Paraguay                | Paraguay                | 20. September 1917    | 11. März 1962      | 2. Januar 1992      |
| Peru                    | Peru                    | 30. April 1920        | 16. Oktober 1963   | 20. August 1988     |
| Vereinigte Staaten      | Vereinigte Staaten      | 1. August 1911        | 16. September 1955 | 1. März 1989        |
| Uruguay                 | Uruguay                 | 11. Mai 1919          | 12. April 1993     | 10. Juni 1967       |